# Ekebolios
Ekebolios (Ἐκηβόλιος; IV w. n.e.) - przedstawiciel drugiej sofistyki żyjący w Konstantynopolu. Za panowania Konstatntyna Wielkiego twierdził, że jest chrześcijaninem, gdy do władzy doszedł Julian Apostata, został jednak żarliwym poganinem.
Informacje o Ekeboliosie podaje odpowiednie hasło Księgi Suda i Sokrates Scholastyk [H.E. III, 13]